# Casa de Ruiz de Velasco
La Casa de Ruiz de Velasco es un edificio de estilo modernista, situado en la ciudad española de Madrid, en el número 5 de la calle Mayor, con fachada a la calle de Postas. Fue construida entre 1904 y 1906 por los arquitectos Francisco Andrés Octavio y, especialmente, José López Sallaberry, a partir de un encargo de los hermanos Bonifacio y Pablo Ruiz de Velasco, dos empresarios textiles que instalaron en su planta baja y entresuelo una tienda de tejidos, aunque las plantas superiores fueron destinadas a viviendas de lujo.

## Descripción
A pesar de que en el Archivo General de la Villa de Madrid solo figura Andrés Octavio como autor, los planos definitivos se deben a López Sallaberry, quien no pudo firmar el proyecto, al ostentar en esos momentos el cargo de arquitecto municipal y recaer sobre él mismo la responsabilidad de su aprobación. Sallaberry sustituyó el diseño ecléctico ideado inicialmente por su compañero por otro de marcado acento modernista, si bien mantuvo la composición simétrica propuesta por aquel, con su misma regularidad en la disposición de balcones y miradores.
El trazado estuvo muy condicionado por la irregularidad del solar, lo que obligó a Sallaberry a utilizar cuatro crujías, dos a la calle Mayor, otra en la de Postas y una intermedia de forma triangular. La necesidad de contar con un gran espacio diáfano en la planta baja, reservada a un establecimiento comercial, le llevó, por otra parte, a lateralizar el portal y al empleo de estructuras metálicas en el interior y de muros de carga con vigas en el perímetro exterior. 
La fachada principal se configura a partir de dos líneas verticales ubicadas en los extremos, conformadas por miradores de fábrica, y que quedan unidas horizontalmente mediante un balcón corrido en la parte inferior, que permite diferenciar las viviendas de la tienda, y de una cornisa con pináculos en la parte superior, bajo la cual se enmarcan los balcones centrales.
Con respecto a la ornamentación, se observa una clara influencia del art nouveau afrancesado, con formas ondulantes y motivos naturalistas, principalmente flores y tallos entrelazados, que recorren todos los elementos constructivos, desde ménsulas, balaustradas y cornisas hasta balcones y miradores, pasando por pináculos y columnillas. Las rejerías también incorporan este tipo de adornos, así como el modelado escultórico que remata el arco de la entrada, presidido por un caduceo, símbolo de Mercurio, dios del comercio. En el interior cabe destacar la decoración del zaguán, especialmente visible en el zócalo, el friso y las molduras.